# Наёмный работник

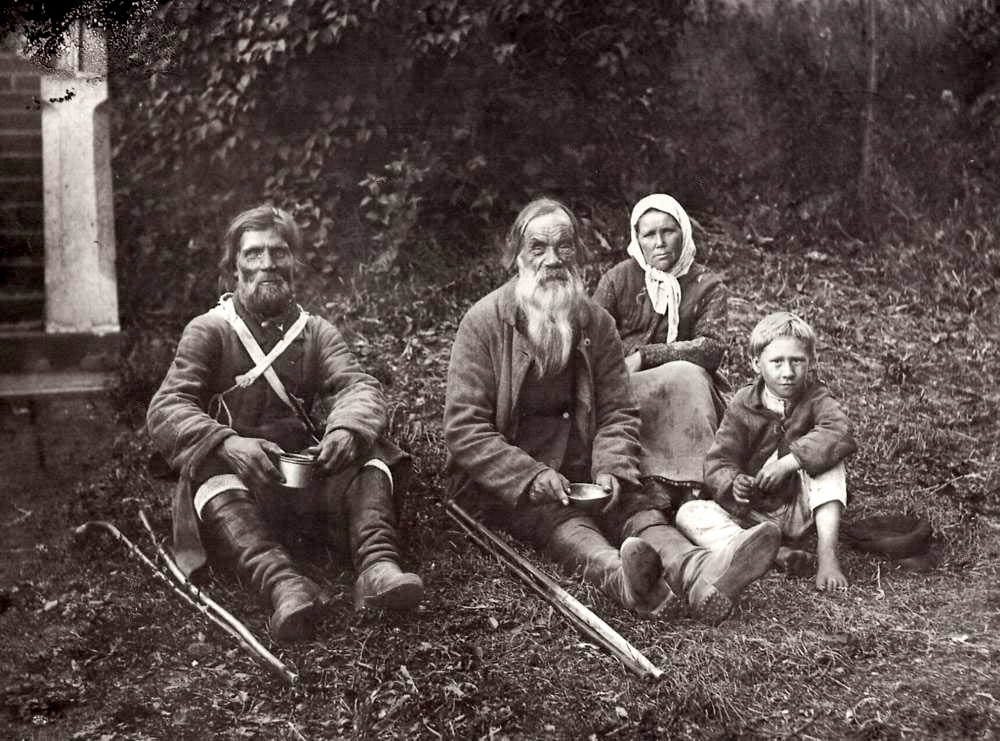
Батраки, снимок конца XIX — начала XX века.

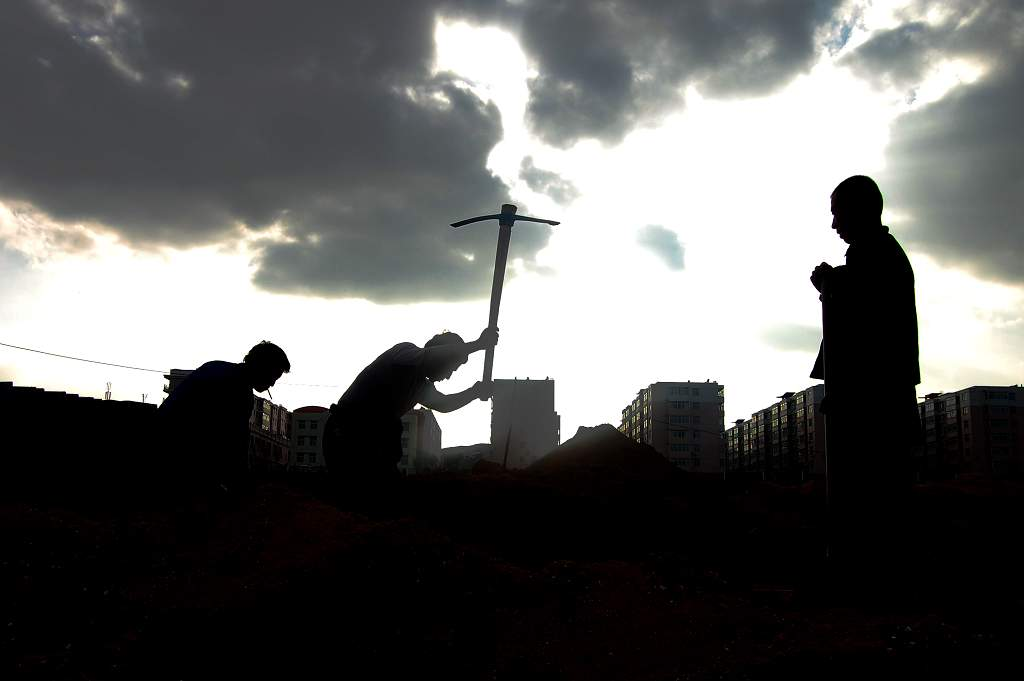
Наёмные работники.

Наёмный работник — человек (физическое лицо), нанятый для выполнения работ на предприятии, организации и так далее.
Между лицом, нанятым для выполнения работ, и работодателем обычно заключается трудовой договор. В качестве работодателя могут выступать:
- государственные предприятия и организации;
- негосударственные (коммерческие и некоммерческие) предприятия и организации;
- индивидуальные предприниматели.

На Руси наёмный работник назывался и называется: На́ймит (На́ймитка), Найма́к, На́ймач, Наёмник, Батрак (Батрачка), Казак (Казачиха), Посух и иначе.

## Наёмный рабочий
Наёмный рабочий (он же — пролетарий) — человек, в юридической терминологии физическое лицо, нанятое для выполнения работы для других частных/физических лиц или для организацией (юридических лиц, частных или государственных предприятий). В соответствии с марксистской идеологией, наёмных рабочих стали определять как особый социальный класс, несущий в себе революционную энергию. В соответствии с именно этой теорией, считается, что впервые рабочие появились в конце средневекового периода в ходе промышленной революции (переворота), которая затронула Нидерланды с XVII столетия, а Российскую империю с XIX века. К началу XX века наёмные рабочие стали одним из двух основных социально-экономических классов капиталистической формации и революционное предназначение пролетариата — уничтожение традиционного общества и государства, посредством уничтожения сословия руководящей элиты. По этой теории наёмные рабочие, в большинстве своём, принадлежали к многочисленному, но малоимущему, сословию, ранее составлявшему рабов и/или зависимых крестьян и которые были лишёны основных общественных прав и сейчас должны стать гегемоном в общественном устройстве.
Во второй половине XX и начале XXI века статус и социальное положение рабочих стремительно меняется.

## Вольнонаёмный персонал вооружённых сил
Рабочие и служащие организаций и учреждений вооружённых сил, принятые на работу по трудовому договору, имеющие требуемые профессиональные навыки и годные по состоянию здоровья (что, как правило, подтверждается ежегодной профессиональной аттестацией и ежегодным медицинским освидетельствованием [диспансеризацией]). В Вооружённых Силах СССР вольнонаёмный персонал именовался «рабочими и служащими Советской (Красной) Армии». Трудовая деятельность вольнонаёмных специалистов регулируется Трудовым законодательством (КЗоТ в Союзе ССР, сейчас Трудовой кодекс Российской Федерации), а также должностными инструкциями и наставлениями, применительно к повседневной деятельности воинской части.
Вольнонаёмные работники (с 1996 года в Вооружённых силах России именуемые как «гражданский персонал») работают практически во всех структурах ВС, начиная с Министерства обороны, в научно-исследовательских, медицинских и др. учреждениях, организациях и заканчивая частями обеспечения и ремонтно-эксплуатационными организациями, занимая как чисто гражданские должности, так и замещаемые должности рядового и младшего командного состава (но не только — гражданским вольнонаёмным специалистом может, к примеру, быть начальник отдела, в подчинении у которого могут быть военнослужащие, в том числе в офицерском звании).
Вольнонаёмные в ряде случаев обеспечиваются специальным обмундированием и (или) военной формой одежды (без знаков различия военнослужащих). Должностные обязанности могут подразумевать непосредственную работу с военной техникой и вооружением. На всё время работы в воинской части вольнонаёмные не подлежат военным сборам (на переподготовку), а в случае объявления мобилизации, после оформления призыва на службу должны направляться в воинскую часть по месту предыдущей работы.
В годы Великой Отечественной войны в Красной Армии количество вольнонаёмного персонала было весьма велико: на 1.01.1943 — 369 673 человек, на 1.01.1944 — 459 198 человек, на 1.01.1945 — 512 161 человек (из которых в действующей армии находились 234 759 человек). Боевые потери среди вольнонаёмных специалистов РККА приравнивались к потерям рядового состава Красной Армии. Данные о безвозвратных потерях вольнонаёмного персонала удалось собрать по донесениям военных округов, они составили 94 662 рабочих и служащих, из них: убито — 42 627 человек; умерло от ран — 10 491; умерло от болезней и в результате происшествий — 5960; пропало без вести — 32 083; умерло в плену — 3501 человек.
Вольнонаёмный персонал по аналогичной системе широко используется в ряде других армий мира. Например, в армии США, помимо гражданского персонала, работающего на постоянной основе в военной системе, также практикуется привлечение лиц по срочному контракту, то есть с нужными на данный момент в армии специалистами заключается контракт на определённое конкретное время на оговоренных условиях.

### Гражданский персонал вооружённых сил России
Термин «гражданский персонал» впервые вводится в Вооружённых Силах Российской Федерации приказом Минобороны России от 23.02.1996 г. № 85 «О мерах по укреплению в Вооруженных Силах Российской Федерации законности в трудовых отношениях».
Лиц гражданского персонала вооружённых сил России не следует путать с федеральными государственными гражданскими служащими, состоящими на различных должностях в Вооружённых Силах Российской Федерации, а также в других государственных военных организациях при федеральных органах исполнительной власти России.